# カプ・クイアルア
カプ・クイアルア (Kapu Kuʻialua) あるいはルア (Lua) は、ハワイの伝統的な格闘技・戦闘術である。
格闘術、武器術、兵法を伝えた。

## 概要
古代から伝えられたハワイの武術にヨーロッパ人から受け継いだ砲術を加えて出来ている。現在ではマッサージや儀礼的舞踊等も修練の一環と考えられている。

王族やアリイ、衛兵、プロの戦士などに教えられたが、戦の時には平民にも基本が教えられた。

昔のルアの師範は相手に掴まれないように体中の毛を剃り、ココナッツオイルを薄く塗っていた。その為、ルアの師範はオロヘ（毛がない）と呼ばれる。

戦士たちはハワイの戦いの神様であるクー（Kū）を信仰している。

## 技術体系
武器術を主としていたが、武器を落とした時の為に体術も教えられる。戦闘法は「モコモコ」と呼ばれる。

体術は打撃、関節技、投げ技を含む総合的なものだという。

兵法は外洋で戦う事を想定したものである。

サーフィンしながら槍をキャッチする等の訓練があり、日本や中国の武術と同様に気（マナ）の訓練を重視する。

## 武器
武器術は、以下のような武器を遣う。
- ホエ - カヌーの櫂
- ホエ・レイオマノ - 鮫の歯の櫂
- ポロウ - 長槍。
- イへ - 棘がある2.7メートル位の短い槍。
- カアネ - 首を絞める為の縄
- コオコオ - 棒
- クエクエ・リマ・レイオマノ - メリケンサック
- レイオマノ - 鮫の歯の武器
- マア - 投石器
- マカ・パホア - 両刃の短剣
- ネワ - 短い棍棒
- パルア・プイリ - 二本一組の棒。
- パヒ - ナイフ
- パホア - 片刃の短剣
- パホア・コオコオ - 短剣の一種。